# Volby ve Švýcarsku
Volby ve Švýcarsku jsou svobodné. Volí se pouze do dvoukomorového parlamentu, který je rozdělen na Stavovskou radu a Kantonální radu. Do Národní rady je voleno 200 poslanců na čtyřleté volební období, do Kantonální rady 46 poslanců.

## Dominantní politické strany
- Švýcarská lidová strana
- Sociálnědemokratická strana Švýcarska
- Liberálně demokratická strana Švýcarska
- Křesťanskodemokratická lidová strana Švýcarska
- Švýcarská strana zelených